# Johann Detloff von Cossel
Johann Detloff Reichsritter und Edler von Cossel, auch Johann Detlef/Detlev von Cossel (*  14. Oktober 1805 in Jersbek; † 20. Oktober 1891 in Lübeck) war ein deutscher Verwaltungsjurist in dänischen Diensten und der letzte dänische Amtmann in Ratzeburg.

## Leben
Johann Detloff von Cossel entstammt dem Adelsgeschlecht von Cossel und war eins von sechs Kindern des königlich-dänischen Etatsrats Christoph Eberhard von Cossel (1753–1832) und dessen Ehefrau Friederike Louise, geb. von Stemann. Die Malerin und Pädagogin Doris Lütkens war seine ältere Schwester.
Er studierte Rechtswissenschaften an der Universität Kiel und wurde hier im Corps Holsatia aktiv. Nach seinem Examen trat er in den dänischen Verwaltungsdienst in den Herzogtümern ein. Er wurde 2. Beamter im Amt Steinhorst und 1842 als Nachfolger von Joseph von Reventlow-Criminil Amtmann von Rendsburg. Als solcher vertrat er loyal die dänische Oberhoheit im Vorfeld der Schleswig-Holsteinischen Erhebung und ließ am 14. September 1846 in Nortorf unter Androhung von Militärgewalt eine Volksversammlung unterbinden.

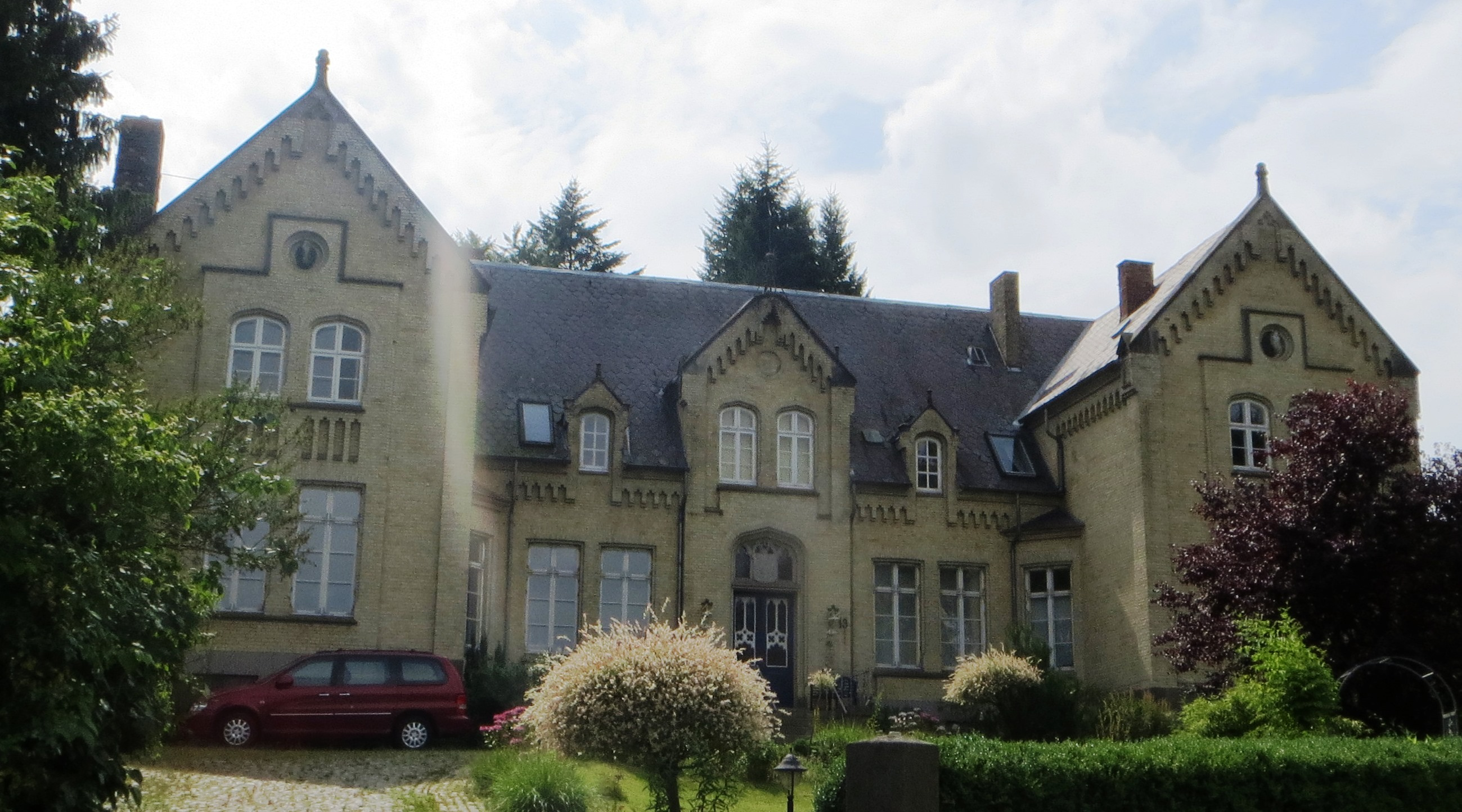
1862 unter von Cossel errichtetes Amtshaus in Ratzeburg, ab 1882 Landratsamt

1861 wurde er als Nachfolger des 1860 verstorbenen Joachim Bernhard Susemihl zum Amtmann und Ersten Beamten im Amt Ratzeburg mit Sitz in St. Georgsberg berufen. Hier erlebte er den Herrschaftswechsel des Herzogtums Lauenburg als Folge des Deutsch-Dänischen Kriegs 1864 und der Gasteiner Konvention 1865. Am 26. September 1865 begrüßte er am Ratzeburger Bahnhof den neuen Landesherrn, König Wilhelm I. von Preußen.
Mit dem Aufbau der preußischen Verwaltung wurde von Cossel zur Disposition gestellt. Zusammen mit dem Zweiten Beamten von Levetzow stritt er 1875 mit dem preußischen Fiskus um die weitere Zahlung ihrer Wartegelder. Nach der Bildung des Kreises Herzogtum Lauenburg 1876 trat er 1878 endgültig zurück und ging in den Ruhestand, den er in Lübeck verlebte.
Er war verheiratet mit seiner Cousine Karoline von Stemann (1810–1885). In der zweiten Hälfte der 1840er Jahre war Louise Fröbel als Erzieherin in ihrem Haushalt tätig. Otto von Cossel (Landrat) war ein Sohn des Paares. Otto von Cossel (1883–1967) und Maximilian von Cossel (1893–1967) waren ihre Enkel.

## Auszeichnungen
- Titel Kammerherr
- Dannebrogorden, Ritter (28. Juni 1845)
- Roter Adlerorden, 3. Klasse (31. März 1871)